# Ньяти, Дэвид
Дэвид Ньяти (англ. David Nyathi; род. 22 марта 1969, Bushbuckridge) — южноафриканский футболист, выступавший на позиции защитника. В настоящее время ассистент главного тренера клуба «Аякс» (Кейптаун).

## Клубная карьера
Профессиональную карьеру Дэвид начал в 1991 году в клубе из NSL, «Дэнджероус Даркиес». Сезон 1992/93 провёл в «Орландо Пайретс». С 1994 по 1995 года выступал за «Сперс» из Кейптауна. 1996 год провёл в форме «Кайзер Чифс». Доигрывал карьеру в таких европейских, как испанский «Тенерифе» (1996-1997), швейцарский «Санкт-Галлен» (1997-1998), итальянский «Кальяри» (1998-2000) и турецкий «Анкарагюджю».

## Карьера за сборную
Ньяти за сборную ЮАР провёл 8 лет, сыграв 45 матчей и забив 1 гол. Чемпион кубка африканских наций 1996 года в ЮАР. Вице-чемпион кубка африканских наций 1998 года в Буркина-Фасо. Участник Кубка конфедераций 1997 года и чемпионата мира 1998 года во Франции.